# Northwest Africa 13669
Northwest Africa 13669, abrégé en NWA 13669, est une météorite martienne du groupe des nakhlites. Sa minéralogie, la texture et la composition de la roche totale et de ses principaux minéraux, et l'analyse de ses inclusions magmatiques permettent de contraindre sa formation et sa mise en place : NWA 13669 dérive d'une source mantellique appauvrie en éléments incompatibles. Le pyroxène, l'olivine et les inclusions magmatiques sont homogènes, ce qui indique un stockage prolongé du magma. La composition globale et celle des minéraux suggèrent que NWA 13669 représente une partie non encore échantillonnée du complexe igné des nakhlites.